# Rue Saint-Maurice
La rue Saint-Maurice est une rue de la commune de Reims, dans le département de la Marne, en région Grand Est.

## Situation et accès
La rue Saint-Maurice est comprise entre la rue du Barbâtre et la rue Gambetta. La rue appartient administrativement au quartier Barbâtre - Saint-Remi - Verrerie.

## Origine du nom
Cette rue semble trouver son nom dans l’église qui se trouve à gauche de la rue, en descendant du Barbâtre.  

## Historique
La première église consacrée à saint Maurice fut créée en 385 par saint Martin, évêque de Tours. L’actuelle église a subi au cours des siècles de multiples remaniements et restaurations. Elle fut reconstruite en grande partie en 1867, aux frais de la Ville, sur les plans de Narcisse Brunette.

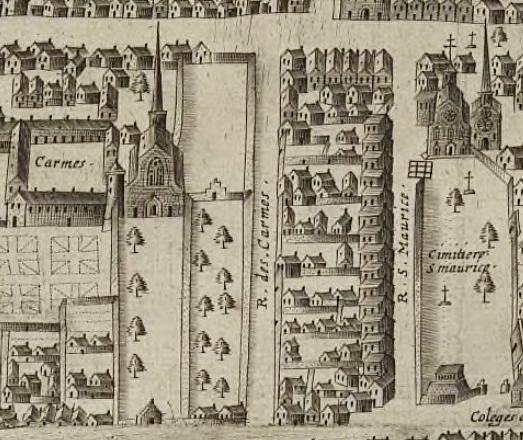
Rue Saint-Maurice gallica.bnf.fr BnF

## Bâtiments remarquables et lieux de mémoire
- Église Saint-Maurice de Reims.
- L'ancien collège des Jésuites avec sa bibliothèque des Jésuites,
- Chapelle de l'ancien collège des Jésuites,
- Place Museux réhabilitée en 2020,
- Fonds régional d'art contemporain de Champagne-Ardenne.